# Eisenhower Moreno
Diretor, Dramaturgo, Ator, Iluminador, Figurinista, Cenógrafo, Professor, Produtor e Empresário Teatral, mantém sua carreira artística na Europa desde 2002. Além de uma formação acadêmica específica, traz na sua bagagem profissional experiências em todos os departamentos que preenchem a ficha técnica de um produto teatral. Não somente possui o conhecimento e o argumento teórico, como também a prática da realização de importantes projetos teatrais e a sua manutenção no mercado cultural internacional e nacional. DRT: 0021307/ RJ- 1995.  
Iniciou sua trajetória teatral no ano de 1978 na Bahia. Formado em Artes Cênicas na Faculdade da Cidade do Rio de Janeiro, teve um extenso envolvimento em projetos e companhias diversas do universo do teatro, da música e da educação. Em 1990 atuou como Professor de Educação Artística, no Instituto Menino Deus, Bahia. Em 1994, no Rio, fundou a Cia ArtShow, entre uma variedade de trabalhos produzidos, destaque trilogia musical para a família (PIMPBRUXBLIX, Um Dia Formiga e de Castelo de Sonhos-Prêmio de Melhor Espetáculo, Atriz e Figurino Festival de Teatro Infantil Tijuca Tênis Club), em cartaz em todo Brasil por mais de nove anos ininterruptos. Também para trabalhos como O Casamento do Pequeno Burguês de Bertolt Brecht, O Inspetor Geral Gogol (Prêmio de Melhor Ator- Festival Rosane Gofman. Ainda no Rio desenvolveu o Projeto o Teatro em função da Educação, onde técnicas de interpretação eram utilizadas como aliado no desenvolvimento pedagógico, psicológico e emocional de alunos de um a dezesseis anos. Como Professor de Teatro, fundou a Cia É Pra Brincar, na Escola Espaço Livre, Rio de Janeiro. Desenvolveu os projetos de formação de plateia, O teatro vai à Escola, onde espetáculos e cursos de teatro eram utilizados em atividades pedagógicas.
Em 2002, seguiu para Galiza, para integrasse na Companhia Arte Livre, onde esteve em Projetos como: Belle Otero- O corpo que fala e Aurora Aurora Rodríguez e a súa boneca de carne da autora Galega Marga do Val, A Volta do Parafuso de Henry James. Em 2004 foi agregado ao Catálogo de Autores da Junta de Galícia e CDAEM- Centro de Documentação. Ainda neste período, paralelo a produção teatral desenvolveu o projeto do Curso de Formação Teatral, em parceria com prefeituras, para incentivar a formação, especialização de profissionais das artes cênicas e a criação de novas companhias para o mercado cultural galego. Deste projeto originou espetáculos como: O Efecto dos Raios Gama nas Margaridas do Campo e Infamia.  Em 2006, inaugura em sociedade seu próprio Teatro (TAL-Teatro Arte Livre), na cidade de Vigo, onde também instaurou a Escola de Formação Teatral do TAL. Em sociedade fundou a Produtora Encena Producción. No TAL, destacamos produções como: Evita, Eva Perón, Lolas - musical proibido pelo nazismo, Dr. Jekyll e Mr. Hyde, As feiticeiras de Salem, O Inspetor Geral, Aurora Rodriguéz e a sua filha Hildeghat, entre muitos outros. Paralelo em 2010, fundou EL Produções Artísticas. Desde então, destaca-se produções como: O Maior Gênio do Mundo (Versão galega e Brasileira), Um dia de Formiga (Versão galega e Brasileira), Lorca e as Flores de Vênus, Cinderela - A gata Borralheira - a comédia musicada (Versão galega e Brasileira), clássico de Anton Tchekhov, A Gaivota e a adaptação livre do clássico do Luigi Pirandello Personagens? Em busca de um Autor. Destaque para o Projeto Cultura em Casa- Formação e Espetáculos ao alcance de todos e o Projeto Arte Viva – Formação e Espetáculos. 
Na atualidade é um dos dirigentes do refúgio artístico de EL Produções artística no Brasil, o SAEM-Studio das ARTES Eisenhower Moreno. Criador e Diretor Geral da Escola de Formação Teatral Construindo a Arte de Ser do SAEM– Presencial e Virtual e do Curso Criando e Crescendo – Curso para Crianças. Projetos como:  O Teatro na Escola e a Escola no Teatro, A Empresa no Teatro e O Teatro na Empresa (Espetáculos e Treinamento de comunicação e oratória), Arte Viva, Cultura em Casa e o Aniversário no Teatro.  Em cartaz com O Maior Gênio do Mundo (Versão Brasileira), Um dia de Formiga (Versão Brasileira), Cinderela - A gata Borralheira - a comédia musicada (Versão Brasileira), Vida(Pocket Show), As Artimanhas do Pequeno Molière Em fase de Produção: Maria Montessori – A revolução na Arte de Ensinar, Mulheres da história, Aladim e Presente Precioso, Criaturas...
1. ↑  «Vozes Ocultas de Eisenhower Moreno estreia em outubro no SAEM - Portal Conecta SC». Consultado em 19 de agosto de 2025
2. ↑  «Vozes Ocultas de Eisenhower Moreno estreia em outubro no SAEM - Portal Conecta SC». Consultado em 19 de agosto de 2025